# コルブストロガノフ

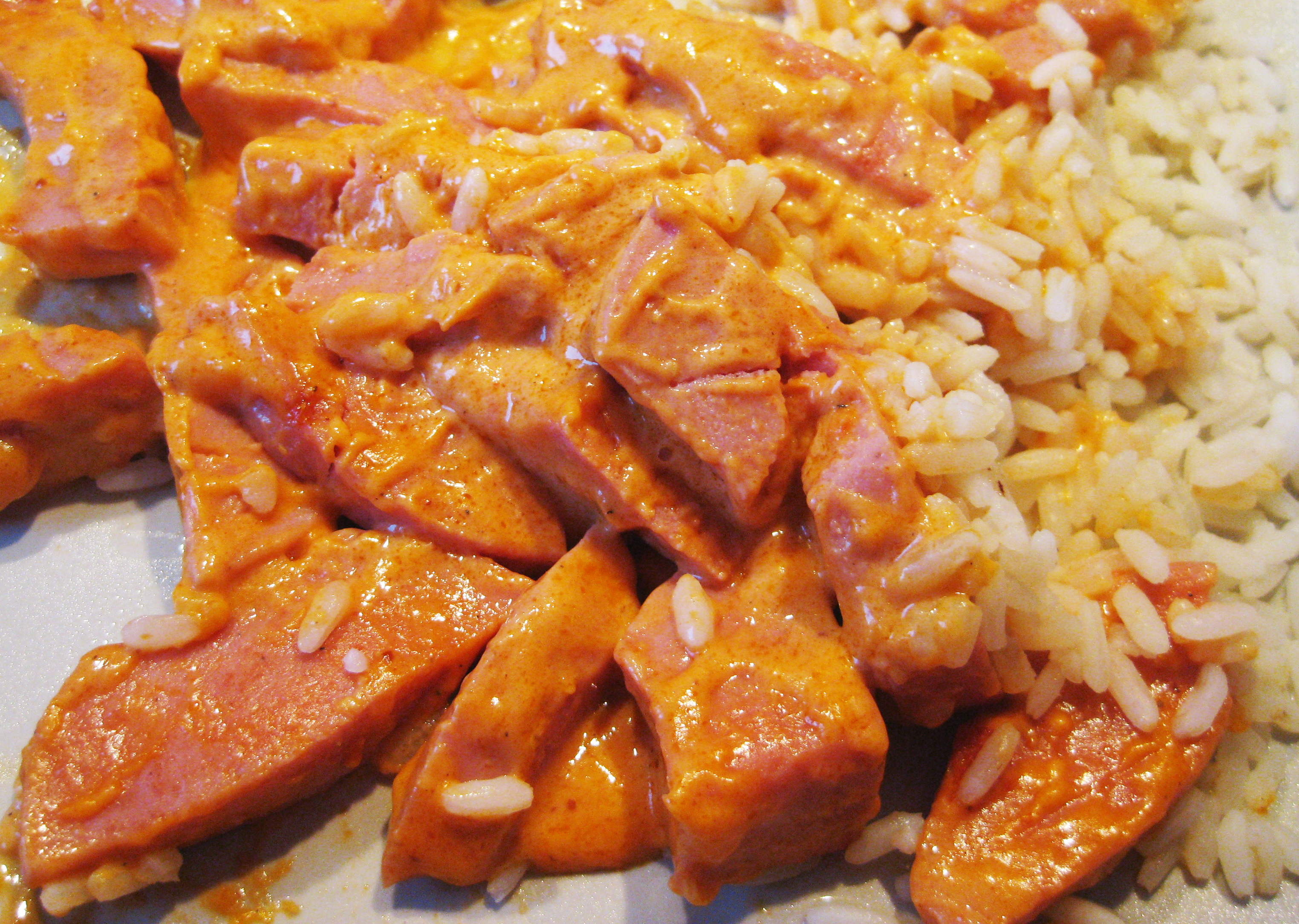
コルブストロガノフの例

コルブストロガノフ（スウェーデン語: korv Stroganoff）は、スウェーデン料理。ソーセージストロガノフ、ソーセージのストロガノフとも呼ばれる。スウェーデンでは定番の家庭料理の一種である。
「korv」はスウェーデン語で「ソーセージ」の意である。「Stroganoff」はロシア語が由来とされるが、詳細は不明である。「ソーセージを使ったビーフストロガノフ」と説明されることもある。
スウェーデンではファールコルブという大きなソーセージを使用する。
切ったソーセージとみじん切りにしたタマネギを炒め、生クリーム、トマトピューレ（またはトマトケチャップ）を加えて煮込んだ料理。